# Wedgemount Lake
Wedgemount Lake är en sjö i Kanada.   Den ligger i provinsen British Columbia, i den sydvästra delen av landet, 3 500 km väster om huvudstaden Ottawa. Wedgemount Lake ligger 1 861 meter över havet. Arean är 0,38 kvadratkilometer. Den sträcker sig 0,5 kilometer i nord-sydlig riktning, och 1,6 kilometer i öst-västlig riktning.
Trakten runt Wedgemount Lake är permanent täckt av is och snö. Trakten runt Wedgemount Lake är nära nog obefolkad, med mindre än två invånare per kvadratkilometer.